# Barium
Barium (af græsk; "barys", der betyder "tung") er det 56. grundstof i det periodiske system: Det har det kemiske symbol Ba, og under normale temperatur- og trykforhold optræder stoffet som et blødt, sølvhvidt metal med kemiske egenskaber, der minder om kalcium, blot mere reaktionsvilligt.

## Bariums kemiske egenskaber
Barium iltes ("ruster") meget let ved kontakt med atmosfærisk luft, og ved forbrænding i luft eller ilt danner det ikke blot bariumoxid (BaO), men også bariumperoxid (BaO2). Barium reagerer med både vand og alkoholer under dannelse af gasformig brint samt bariumhydroxid; Ba(OH)2. På grund af denne reaktionsvillighed må barium nødvendigvis opbevares i et vakuum eller i en væske, der ikke indeholder ilt, for at hindre luften i at få adgang til metallet.
Simple kemiske forbindelser med barium er kendetegnet ved deres høje massefylder: For eksempel omtales et af de mest udbredte, barium-holdige mineraler, bariumsulfat (BaSO4) ofte som tungspat på grund af dets massefylde; 4,5 gram per kubikcentimeter.

## Tekniske anvendelser
Bariumsulfat absorberer røntgenstråling ganske effektivt, og udnyttes som "kontraststof" ved røntgenundersøgelser indenfor lægevidenskaben: Patienten indtager et "barium-måltid", populært kaldet barytgrød, der indeholder bariumsulfat, og efterfølgende kan man på røntgenbilleder følge måltidets vej gennem patientens fordøjelsessystem. Bariumsulfat "burde" være stærkt giftigt, men da det ikke er opløseligt, heller ikke i mavens stærkt sure indhold, går det hele vejen gennem fordøjelsessystemet uden at forvolde skade. Omvendt er bariumkarbonat (BaCO3) opløseligt i sure miljøer, og dette stof er derfor anvendeligt som rottegift.
Bariumkarbonat anvendes også som ingrediens i visse glassorter, hvor det forøger glassets brydningsindeks. Bariumsulfat bruges i hvide farvestoffer, og til at give boremudder, til brug ved olieboringer, en høj massefylde.

## Historie
Barium blev første gang identificeret i 1774 af Carl Scheele, og i 1808 isolerede Sir Humphry Davy det frie metal. Bariumoxid blev først kaldt for "barot" af Guyton de Morveau, men Antoine Lavoisier ændrede senere dette navn til "baryta". Det moderne navn "barium" er afledt herfra.

## Forekomst og udvinding
Da barium reagerer meget let med luftens ilt, finder man sjældent barium i dets frie, metalliske form i naturen. I stedet udvinder man det hovedsageligt fra mineralet barit, som er krystallinsk bariumsulfat. Kommercielt fremstillet barium udvindes ved elektrolyse af smeltet bariumklorid (BaCl2).

## Isotoper af barium
Man kender 22 forskellige isotoper af barium, hvoraf naturligt forekommende barium består af en blanding af syv stabile isotoper. De fleste ustabile bariumisotoper er stærkt radioaktive og har korte halveringstider; fra millisekunder til få minutter. Eneste undtagelse er barium-133 med en halveringstid på 10,51 år.